# 庫茲托波爾城堡
庫茲托波爾城堡（Krzyżtopór）是位於波蘭南部聖十字省的一座城堡遺址。這座城堡最初由一位波蘭貴族修建。在1655年，該城堡被瑞典人部分破壞，之後又在俄羅斯人1770年的入侵中淪為廢墟。

## 外部連結
- Official website （页面存档备份，存于）

50°42′50″N 21°18′38″E / 50.7139°N 21.3106°E